# Kosta glascenter
Kosta glascenter ligger vid Kosta glasbruk i Lessebo kommun. Glascentret hyser både skola, konferenslokaler och hyttsill. Centret drivs med stöd av EU och är en del av utbildningsförvaltningen i Lessebo kommun .